# الرفنية
الرفنية مدينة أثرية اكتشفت عام 2009 في محافظة حماة في سورية.
تعد مدينة الرفنية الأثرية أكبر مدن تجمع للجيوش الرومانية القديمة، وعثر عليها في منطقة بعرين في حماة على مساحة ثلاثة هكتارات.
ونقلت وكالة الأنباء السورية عن مسؤول في وزارة الثقافة السورية قوله أن مدينة الرفنية الأثرية المفقودة ورد ذكرها في الكثير من المراجع والنقوش الأثرية الرومانية التي تثبت وجودها في منطقة بعرين وهي مسجلة لدى آثار مصياف على أنها بقعة أثرية صغيرة لا تتجاوز ربع المساحة التي تم اكتشافها.
وأشار إلى أن مدينة الرفنية تضاهي في مساحتها وقدمها مدينة أفاميا الأثرية.